# Џон Старкс
Џон Старкс (рођен 10. августа 1965. године у Тулса, Оклахома) је некадашњи амерички кошаркаш. Најпознатији је по својим играма у Њујорк никсима за који је играо 1990-тих година. Године 1997. био је изабран за најбољег шестог играча НБА лиге.

## Каријера
Иако није био изабран на драфту 1988. године, прикључује се екипи Голден Стејт вориорса за који је играо једну сезону. Након тога једну сезону проводи у нижеразредним америчким лигама. Након тога се поново враћа у НБА лигу, али овог пута у Њујорк никсе где ће оставити дубок траг. Заправо он је дошао само на пробу, али је стицајем околности остао у тиму. Иако у првој сезони није тако деловало, он је већ у следећој био један од битнијих играча у ротацији. Посебно се памти његов потез у финалу Источне конференције 1993. године против Чикаго булса. Иако му је Патрик Јуинг направио блок како би прешао свог чувара, он је кренуо на другу страну и закуцао левом руком преко Хораса Гранта и Мајкл Џордана. Ипак нису могли тих година да пређу преко моћних Булса предвођених Џорданом. После привременог напуштања кошаркашке каријере од Џордана, Никси су коначно успели да дођу до финала НБА лиге. Ипак тамо су их овога пута чекали Хјустон рокитси, са Хаким Олајџувоном који су били прејаки за Никсе. Старкс је у финалу одиграо веома лоше, па је и то био један од узрока пораза. Испоставило се да је то била једина прилика у његовој каријери да се домогне НБА прстена. Ипак до краја своје каријере у Њујорку успева да буде најбољи шести играч НБА лиге 1997. године.
При крају каријере играо је оново за Голдент Стејт као и за Чикаго и Јуту, где је и завршио професионалну каријеру.

### НБА статистика

#### Просечно по утакмици
| Сезона   | Екипа        | ОУ  | СУ  | МПУ  | ПШ%  | 3П%  | СБ%   | СПУ | АПУ | УПУ | БПУ | ППУ  |
| -------- | ------------ | --- | --- | ---- | ---- | ---- | ----- | --- | --- | --- | --- | ---- |
| 1988/89. | Голден Стејт | 36  | 0   | 8.8  | .408 | .385 | .654  | 1.1 | .8  | .6  | .1  | 4.1  |
| 1990/91. | Њујорк       | 61  | 10  | 19.2 | .439 | .290 | .752  | 2.1 | 3.3 | 1.0 | .3  | 7.6  |
| 1991/92. | Њујорк       | 82  | 0   | 25.8 | .449 | .348 | .778  | 2.3 | 3.4 | 1.3 | .2  | 13.9 |
| 1992/93. | Њујорк       | 80  | 51  | 31.0 | .428 | .321 | .795  | 2.6 | 5.1 | 1.1 | .2  | 17.5 |
| 1993/94. | Њујорк       | 59  | 54  | 34.9 | .420 | .335 | .754  | 3.1 | 5.9 | 1.6 | .1  | 19.0 |
| 1994/95. | Њујорк       | 80  | 78  | 34.1 | .395 | .355 | .737  | 2.7 | 5.1 | 1.2 | .1  | 15.3 |
| 1995/96. | Њујорк       | 81  | 71  | 30.8 | .443 | .361 | .753  | 2.9 | 3.9 | 1.3 | .1  | 12.6 |
| 1996/97. | Њујорк       | 77  | 1   | 26.5 | .431 | .369 | .769  | 2.7 | 2.8 | 1.2 | .1  | 13.8 |
| 1997/98. | Њујорк       | 82  | 10  | 26.7 | .393 | .327 | .787  | 2.8 | 2.7 | 1.0 | .1  | 12.9 |
| 1998/99. | Голден Стејт | 50  | 50  | 33.7 | .370 | .290 | .740  | 3.3 | 4.7 | 1.4 | .1  | 13.8 |
| 1999/00. | Голден Стејт | 33  | 30  | 33.6 | .378 | .348 | .833  | 2.8 | 5.2 | 1.1 | .1  | 14.7 |
| 1999/00. | Чикаго       | 4   | 0   | 20.5 | .324 | .300 | 1.000 | 2.5 | 2.8 | 1.3 | .3  | 7.5  |
| 2000/01. | Јута         | 75  | 64  | 28.3 | .398 | .352 | .802  | 2.1 | 2.4 | 1.0 | .1  | 9.3  |
| 2001/02. | Јута         | 66  | 1   | 14.1 | .368 | .305 | .805  | 1.0 | 1.1 | 1.0 | .0  | 4.4  |
| Каријера |              | 866 | 420 | 27.2 | .412 | .340 | .769  | 2.5 | 3.6 | 1.1 | .1  | 12.9 |

## Остало
Године 1986. се оженио са Џеки, са којом има сина и две ћерке. Основао је фондацију под својим именом, чији је циљ помоћ средњошколцима. Додатно фондација одржава разне програме за едукацију деце и родитеља.